# Pleiocarpidia maingayi
Pleiocarpidia maingayi är en måreväxtart som först beskrevs av George King och James Sykes Gamble, och fick sitt nu gällande namn av Markus Ruhsam. Pleiocarpidia maingayi ingår i släktet Pleiocarpidia och familjen måreväxter. Inga underarter finns listade i Catalogue of Life.